# Coppa dell'Imperatore 2011
La Coppa dell'Imperatore 2011  (第91回天皇杯?) è la novantunesima edizione della coppa nazionale giapponese di calcio.

## Squadre partecipanti

### Squadre qualificate al primo turno
Squadre vincitrici delle leghe prefetturali
- Hokkaidō:  Hokkaido University
- Aomori:  Hachinohe University
- Iwate:  Iwate Grulla Morioka
- Miyagi:  Sony Sendai
- Akita:  Blaublitz Akita
- Yamagata:  Yamagata University
- Fukushima:  Fukushima Utd
- Ibaraki:  Tsukuba Daigaku
- Tochigi:  Tochigi Uva
- Gunma:  Arte Takasaki
- Saitama:  Heisei University
- Chiba:  Reysol U-18
- Tokyo:  Machida Zelvia
- Kanagawa:  Yokohama SCC
- Yamanashi:  Yamanashi Gakuin Dai.
- Nagano:  Matsumoto Yamaga

- Niigata:  Japan Soccer College
- Toyama:  Toyama Club
- Ishikawa:  Zweigen Kanazawa
- Fukui:  Maruoka Phoenix
- Shizuoka:  Shizuoka Sangyo Dai.
- Aichi:  Chukyo University
- Mie:  Suzuka Rampole
- Gifu:  FC Gifu Second
- Shiga:  Sagawa Shiga
- Kyoto:  Sagawa Printing
- Osaka:  Hannan Daigaku
- Hyōgo:  Sanyo Sumoto
- Nara:  Nara Club
- Wakayama:  Arterivo Wakayama
- Tottori:  Yonago Kita High School
- Shimane:  Dezzolla Shimane

- Okayama:  Fagiano Okayama Next
- Hiroshima:  Hiroshima Univ.
- Yamaguchi:  Renofa Yamaguchi
- Kagawa:  Kamatamare Sanuki
- Tokushima:  Sanyo Tokushima
- Ehime:  Ehime Shimanami
- Kochi:  Kochi University
- Fukuoka:  Fukuoka Daigaku
- Saga:  Saga LIXIL FC
- Nagasaki:  V-Varen Nagasaki
- Kumamoto:  Kumamoto Teachers
- Oita:  Hoyo Elan Oita
- Miyazaki:  Miyazaki Sangyo Daigaku
- Kagoshima:  FC Kagoshima
- Okinawa:  Okinawa Bank

Vincitore del Coppa del Primo Ministro
- Osaka Taidai

### Squadre qualificate al secondo turno
J-League Division 1
J-League Division 2
Japan Football League
- Honda Lock
- Ryūkyū Okinawa

## Date
| Turno            | Data                   |                 |
| ---------------- | ---------------------- | --------------- |
| Primo turno      | 3, 4 settembre 2011    |                 |
| Secondo turno    | 8, 10, 12 ottobre 2011 |                 |
| Terzo turno      | 16 novembre 2011       |                 |
| Quarto turno     | 17 dicembre 2011       |                 |
| Quarti di finale | 24 dicembre 2011       |                 |
| Semifinali       | 29 dicembre 2011       |                 |
| Finale           | 1º gennaio 2012        | 1º gennaio 2012 |

## Risultati

### Primo turno
| Squadra 1               | Risultato          | Squadra 2            |
| ----------------------- | ------------------ | -------------------- |
| Suzuka Rampole          | 1 - 0              | Chukyo University    |
| Tochigi Uva             | 1 - 0              | Reysol U-18          |
| Yamanashi Gakuin Dai.   | 2 - 5              | Machida Zelvia       |
| Yonago Kita High School | 1 - 3              | Kamatamare Sanuki    |
| Toyama Club             | 1 - 0              | Japan Soccer College |
| Matsumoto Yamaga        | 3 - 0              | Maruoka Phoenix      |
| Tsukuba Daigaku         | 2 - 1              | Heisei University    |
| Blaublitz Akita         | 13 - 0             | Yamagata University  |
| Arterivo Wakayama       | 0 - 5              | Sagawa Printing      |
| Arte Takasaki           | 1 - 0              | Yokohama SCC         |
| Fukuoka Daigaku         | 2 - 0              | Hoyo Elan Oita       |
| Fagiano Okayama Next    | 2 - 2 (5-3 d.c.r.) | Renofa Yamaguchi     |
| Hannan Daigaku          | 1 - 2              | Sagawa Shiga         |
| FC Kagoshima            | 5 - 0              | Saga LIXIL FC        |
| Nara Club               | 1 - 3              | Sanyo Sumoto         |
| Hiroshima Univ.         | 0 - 5              | Zweigen Kanazawa     |
| Miyazaki Sangyo Daigaku | 5 - 1              | Kumamoto Teachers    |
| Okinawa Bank            | 0 - 1              | V-Varen Nagasaki     |
| Hokkaido University     | 1 - 1 (5-4 d.c.r.) | Osaka Taidai         |
| Iwate Grulla Morioka    | 0 - 2              | Sony Sendai          |
| Sanyo Tokushima         | 0 - 4              | Kochi University     |
| FC Gifu Second          | 2 - 1              | Shizuoka Sangyo Dai. |
| Hachinohe University    | 2 - 6              | Fukushima Utd        |
| Dezzolla Shimane        | 5 - 2 (d.t.s.)     | Ehime Shimanami      |

### Secondo turno
| Squadra 1           | Risultato          | Squadra 2               |
| ------------------- | ------------------ | ----------------------- |
| Nagoya Grampus      | 6 - 0              | Suzuka Rampole          |
| Gifu                | 0 - 1              | Giravanz Kitakyushu     |
| Kashiwa Reysol      | 2 - 0              | Tochigi Uva             |
| Ventforet Kofu      | 2 - 1              | Machida Zelvia          |
| Yokohama F·Marinos  | 3 - 1              | Kamatamare Sanuki       |
| Tochigi             | 2 - 1              | Honda Lock              |
| Albirex Niigata     | 5 - 0              | Toyama Club             |
| Matsumoto Yamaga    | 2 - 0              | Yokohama FC             |
| Kashima Antlers     | 2 - 0              | Tsukuba Daigaku         |
| Kataller Toyama     | 3 - 3 (4-2 d.c.r.) | Sagan Tosu              |
| Montedio Yamagata   | 2 - 0              | Blaublitz Akita         |
| Kyoto Sanga         | 3 - 0              | Sagawa Printing         |
| Kawasaki Frontale   | 2 - 1 (d.t.s.)     | Arte Takasaki           |
| Oita Trinita        | 1 - 0              | Tokushima Vortis        |
| Omiya Ardija        | 1 - 1 (3-5 d.c.r.) | Fukuoka Daigaku         |
| Shonan Bellmare     | 2 - 1              | Fagiano Okayama Next    |
| Gamba Osaka         | 2 - 0              | Sagawa Shiga            |
| Consadole Sapporo   | 2 - 3 (d.t.s.)     | Mito HollyHock          |
| FC Tokyo            | 4 - 0              | FC Kagoshima            |
| Vissel Kōbe         | 8 - 0              | Sanyo Sumoto            |
| Sanfrecce Hiroshima | 4 - 2              | Zweigen Kanazawa        |
| Ehime               | 2 - 0              | Ryūkyū Okinawa          |
| Urawa Reds          | 4 - 1              | Miyazaki Sangyo Daigaku |
| Tokyo Verdy         | 7 - 1              | V-Varen Nagasaki        |
| Cerezo Osaka        | 6 - 0              | Hokkaido University     |
| Thespa Gunma        | 0 - 1 (d.t.s.)     | Fagiano Okayama         |
| Vegalta Sendai      | 2 - 1 (d.t.s.)     | Sony Sendai             |
| Avispa Fukuoka      | 3 - 0              | Kochi University        |
| Shimizu S-Pulse     | 2 - 0              | FC Gifu Second          |
| Gainare Tottori     | 3 - 0              | Roasso Kumamoto         |
| Júbilo Iwata        | 3 - 0              | Fukushima Utd           |
| JEF United          | 1 - 0              | Dezzolla Shimane        |

### Terzo turno
| Squadra 1           | Risultato      | Squadra 2           |
| ------------------- | -------------- | ------------------- |
| Nagoya Grampus      | 1 - 0          | Giravanz Kitakyushu |
| Kashiwa Reysol      | 6 - 1          | Ventforet Kofu      |
| Yokohama F·Marinos  | 3 - 0          | Tochigi             |
| Albirex Niigata     | 0 - 1          | Matsumoto Yamaga    |
| Kashima Antlers     | 2 - 1 (d.t.s.) | Kataller Toyama     |
| Montedio Yamagata   | 2 - 3          | Kyoto Sanga         |
| Kawasaki Frontale   | 4 - 0          | Oita Trinita        |
| Fukuoka Daigaku     | 0 - 3 (d.t.s.) | Shonan Bellmare     |
| Gamba Osaka         | 2 - 3 (d.t.s.) | Mito HollyHock      |
| FC Tokyo            | 2 - 1 (d.t.s.) | Vissel Kōbe         |
| Sanfrecce Hiroshima | 0 - 1          | Ehime               |
| Urawa Reds          | 2 - 1          | Tokyo Verdy         |
| Cerezo Osaka        | 3 - 0          | Fagiano Okayama     |
| Vegalta Sendai      | 3 - 1          | Avispa Fukuoka      |
| Shimizu S-Pulse     | 5 - 0          | Gainare Tottori     |
| Júbilo Iwata        | 0 - 1          | JEF United          |

### Quarto turno
| Squadra 1          | Risultato          | Squadra 2        |
| ------------------ | ------------------ | ---------------- |
| Nagoya Grampus     | 3 - 3 (9-8 d.c.r.) | Kashiwa Reysol   |
| Yokohama F·Marinos | 4 - 0              | Matsumoto Yamaga |
| Kashima Antlers    | 0 - 1              | Kyoto Sanga      |
| Kawasaki Frontale  | 0 - 1              | Shonan Bellmare  |
| Mito HollyHock     | 0 - 1              | FC Tokyo         |
| Ehime              | 1 - 3              | Urawa Reds       |
| Cerezo Osaka       | 1 - 1 (4-2 d.c.r.) | Vegalta Sendai   |
| Shimizu S-Pulse    | 2 - 0              | JEF United       |

### Quarti di finale
| Squadra 1      | Risultato          | Squadra 2          |
| -------------- | ------------------ | ------------------ |
| Nagoya Grampus | 0 - 0 (3-4 d.c.r.) | Yokohama F·Marinos |
| Kyoto Sanga    | 1 - 0              | Shonan Bellmare    |
| FC Tokyo       | 1 - 0              | Urawa Reds         |
| Cerezo Osaka   | 2 - 2 (6-5 d.c.r.) | Shimizu S-Pulse    |

### Semifinali
| Squadra 1          | Risultato      | Squadra 2    |
| ------------------ | -------------- | ------------ |
| Yokohama F·Marinos | 2 - 4 (d.t.s.) | Kyoto Sanga  |
| FC Tokyo           | 1 - 0          | Cerezo Osaka |

### Finale
| Arbitro: | Yūichi Nishimura |

|                       |           |                                             |
| Nakayama 13’ Kubo 71’ | Marcatori | 15’ Konno 36’ Morishige 42’ Lucas 66’ Lucas |